# Edwina Tops-Alexander

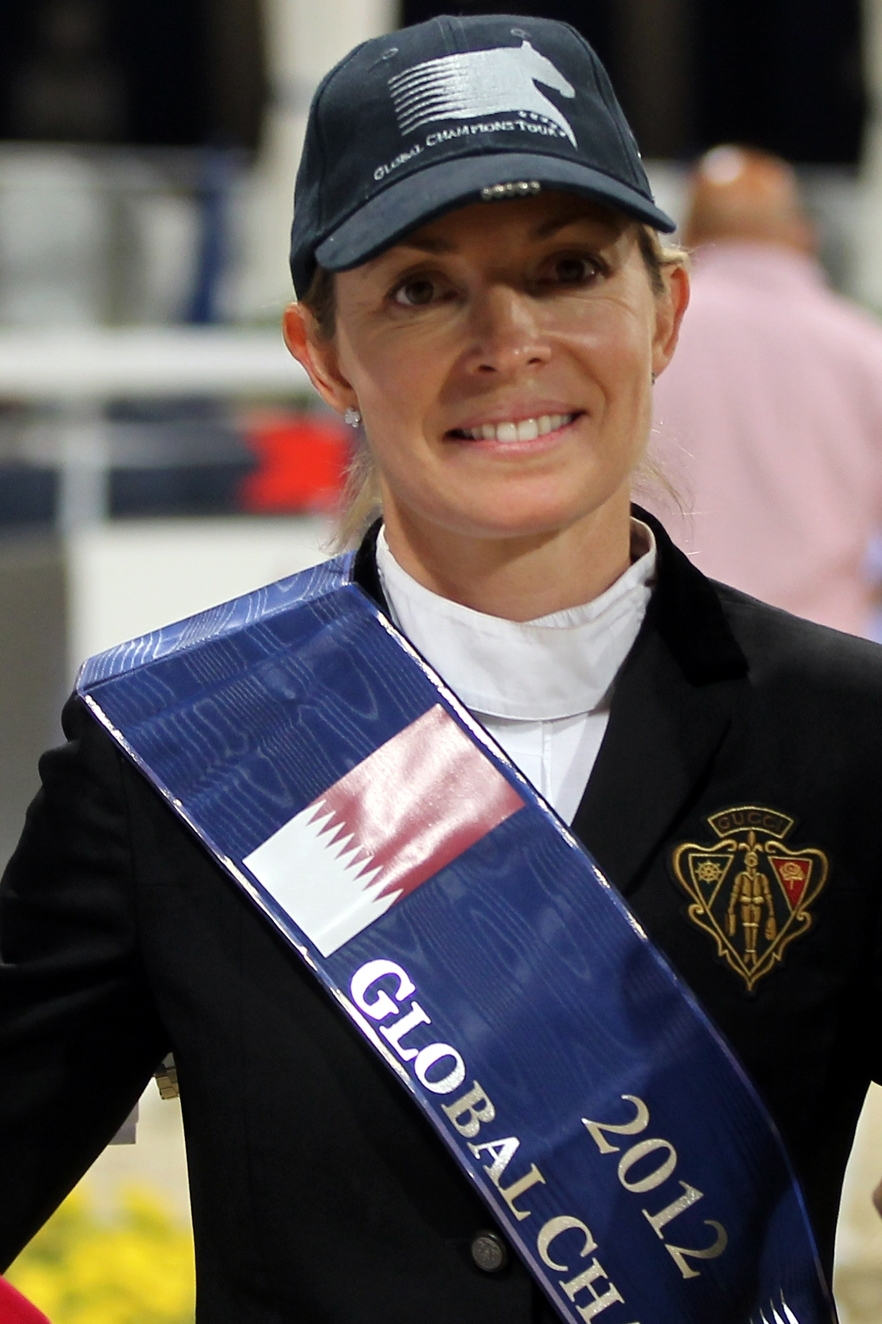
Edwina Tops-Alexander (April 2012)

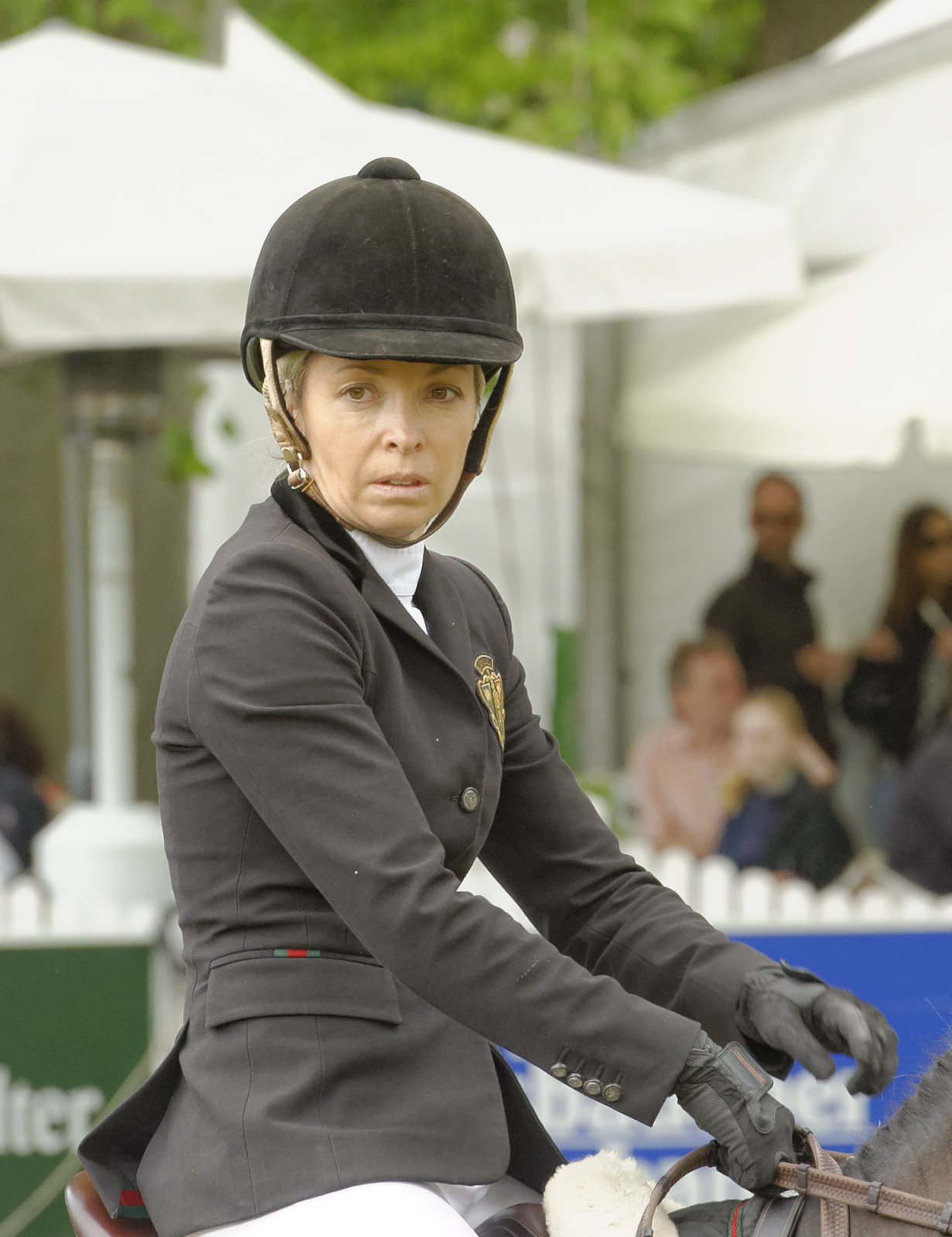
Edwina Tops-Alexander beim Internationalen PfingstTurnier Wiesbaden 2013

Edwina Tops-Alexander (* 29. März 1974 in Sydney) ist eine australische Springreiterin.

## Leben und Karriere
Edwina Alexander ist momentan die einzige Australierin, die beim Springreiten in der Weltspitze zu finden ist.
Alexander begann im Alter von acht Jahren mit dem Reiten und gewann als junge Reiterin die australische Meisterschaft. Hierauf folgten Starts bei ersten Weltcupturnieren in Australien. Um weitere Erfahrungen zu sammeln, ging sie mit dem Ziel eines sechsmonatigen Aufenthalts nach Europa. Sie blieb jedoch dauerhaft in Europa und setzte hier ihre Karriere als Springreiterin fort.
Ihr größter Erfolg war das Erreichen des Finales mit Pferdewechsel bei den Weltreiterspielen 2006 in Aachen, wo sie Vierte wurde. Bei den Olympischen Spielen 2008 wurde sie in Hongkong sowohl mit der Mannschaft als auch im Einzel Neunte.
Edwina Alexander verfügt über einen Bachelorabschluss in Physical Education, den sie am Australian College of Physical Education ablegte. Ab 2002 war sie mit Jan Tops liiert, die Heirat erfolgte am 24. September 2011. Am 30. Juli 2017 kam ihre Tochter zur Welt. Die Familie lebt in Valkenswaard und Monaco.
AB April 2014 war sie Kapitän des australischen Springreiterteams und wurde daraufhin als erstes Mitglied für die Weltreiterspiele 2014 in Caen nominiert. Bei den Olympischen Spielen 2016 wurde sie in der Einzelwertung erneut Neunte, sie ritt hier Lintea Tequila.
Als Ehefrau von Jan Tops steht bei der Saisonplanung von Edwina Tops-Alexander stets die Global Champions Tour und die Global Champions League im Mittelpunkt. Im Jahr 2018 verzichtete sie sowohl auf die Teilnahme am Weltcupfinale in Paris als auch auf eine Nominierung für die Weltreiterspiele in North Carolina.
Im Februar 2013 befand sie sich an vierter Stelle der Weltrangliste.

## Pferde
Ihre derzeitigen Pferde sind:

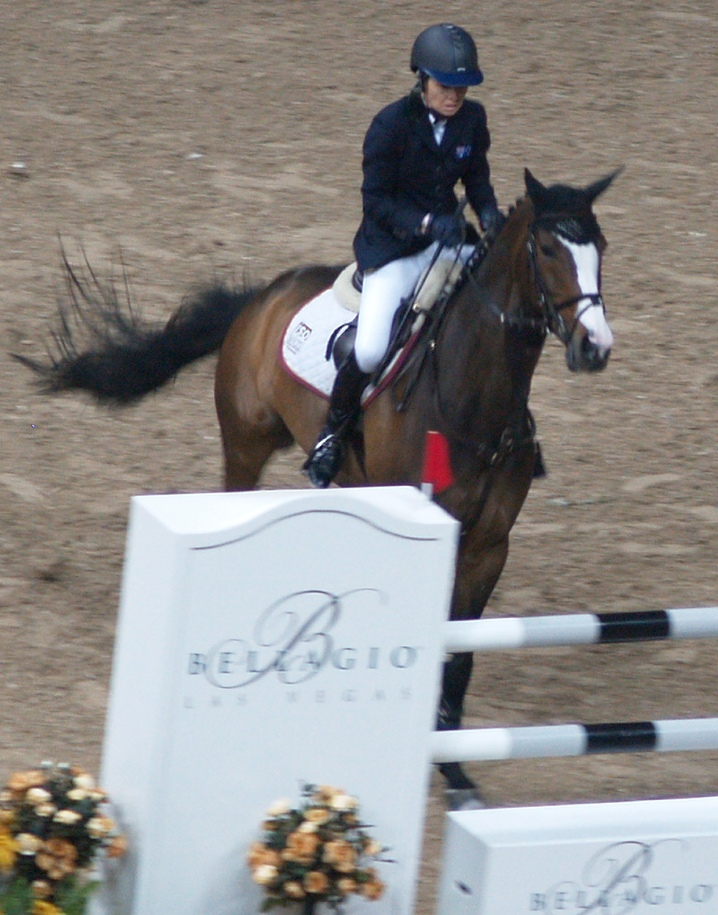
Edwina Alexander mit Pialotta beim Weltcupfinale 2007 in Las Vegas

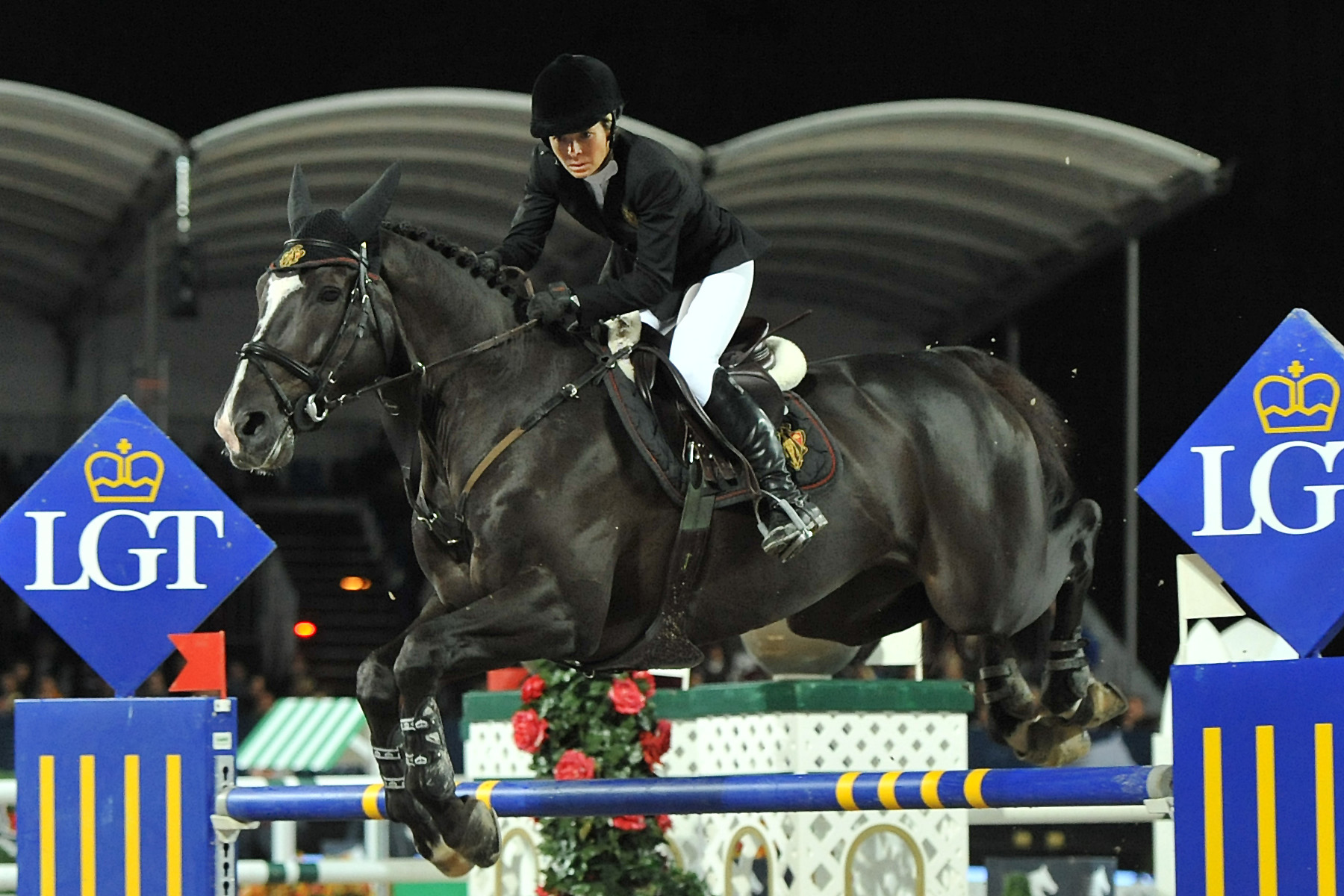
Edwina Tops-Alexander mit Ego van Orti bei den Vienna Masters 2013

- Toulini Olympic (* 2012), braune Stute Dänisches Warmblut, Vater: Toulouse, Muttervater: Cassini I
- Fellow Castlefield (* 2010), brauner KWPN-Hengst, Vater: J'taime flamenco, Muttervater: Twister
- Catenda (* 2011), dunkelbraune Holsteiner Stute, Vater: Casall Ask, Muttervater: Contender
- Inca Boy van T Vianahof (* 2008), dunkelbrauner Wallach Belgisches Warmblut, Vater: Diamant de Semilly, Muttervater: Cash
- Identity Viseroel (* 2008), braune Stute Belgisches Warmblut, Vater: Air Jordan Z, Muttervater: Darco
- Corelli de Mies (* 2011), brauner Hengst Spanisches Sportpferd, Vater: Calvaro Z, Muttervater: Centauer Z

ehemalige Turnierpferde:
- Pialotta (1991–2017), braune Westfalen-Stute, Vater: Pilot, Mutter von: Akitos xx, zuerst von Lynne Little im Sport vorgestellt, bis 2002 von Rolf-Göran Bengtsson geritten, dann (nach Verkauf) bis Ende 2004 von Tatiana Freytag von Loringhoven geritten, dann (wieder im Stall von Jan Tops) bis April 2005 von Steve Guerdat geritten, ab Mai 2005 von Edwina Alexander geritten, Ende 2008 aus dem Sport verabschiedet[8][9][10]
- Itot du Château (* 1996), fuchsfarbener Selle-Français-Wallach, Vater: Le Tot de Semilly, Muttervater: Galoubet, bis Ende 2007 von Michel Hécart geritten, 2014 aus dem Sport verabschiedet[11][12]
- Cevo Socrates (* 1995, ursprünglich: Socrates van den Padenborre), fuchsfarbener belgischer Warmblut-Wallach, Vater: Darco, Muttervater: Chin Chin, Mitte 2013 aus dem Sport verabschiedet[13]
- Titus (* 2000), fuchsfarbener KWPN-Wallach, Vater: Kanjer, Muttervater: Topas, bis Ende 2011 von Guy Williams geritten, bis Ende Mai 2012 von Edwina Tops-Alexander geritten und seit Juni 2012 wieder von Guy Williams geritten
- Mel d'Argences (* 2000), braune Selle-Français-Stute, Vater: Quick Star, Muttervater: Scherif d'Elle, zuvor von Eugénie Angot geritten, seit Mitte 2012 als Zuchtstute
- Ciske van Overis (* 2002), braune belgische Warmblut-Stute, Vater: Celano, Muttervater: Darco, bis Mai 2010 von Guy Williams geritten, 2012 von Rodrigo Pessoa geritten, nach längerer Pause seit 2015 von Maggie Mc Alary geritten[14]
- Guccio (* 2002, bis Anfang 2012 Vleut), dunkelbrauner KWPN-Hengst, Vater: Quick Star, Muttervater: Cantus, bis August 2011 von Maikel van der Vleuten geritten, ab Mai 2015 von Abdullah asch-Scharbatly geritten
- Old Chap Tame (* 2002), Selle-Français-Fuchshengst, Vater: Carthago, Muttervater: Quidam de Revel, bis Oktober 2012 von Eugénie Angot geritten, ab Mai 2015 von Abdulrahman Al Rajhi geritten
- Erenice Horta (* 2004), Schimmel, Belgische Warmblut-Stute, Vater: Diamant de Semilly, Muttervater: Parco; im Sommer 2015 an Sadri Fegaier verkauft[15]
- Heidi du Ruisseau Z (* 2004), braune Zangersheide-Stute, Vater: Heartbreaker, Muttervater: Darco, bis 2012 von Tops-Alexander geritten, dann im Beritt von Alexandra Thornton (GBR), seit April 2015 wieder unter dem Sattel von Tops-Alexander, ab November 2015 zurück zu Thornton
- Clinton (* 2007), brauner KWPN-Wallach, Vater: Cantos, Muttervater: Voltaire, seit September 2014 im Beritt von Tops-Alexander, seit Mai 2016 im Besitz der Qatar Equestrian Federation
- Fair Light van't Heike (* 2005), Belgische Warmblut-Stute, Vater: Vigo d'Arsouilles, Muttervater: Darco, seit Juli 2015 von Alberto Zorzi geritten
- Ego van Orti (* 2004), brauner Belgischer Warmblut-Wallach, Vater: Vigo d'Arsouilles, Muttervater: Darco
- Lintea Tequila (* 2003), braune Holsteiner-Stute, Vater: Campbell, Muttervater: Corrado II, bis Anfang November 2013 von Iicinio Grossi (ITA) geritten
- Questina (* 2005), Oldenburger-Fuchsstute, Vater: Quidam's Rubin, Muttervater: Quick Star, bis März 2014 von Ibrahim Hani Bisharat (JOR) geritten
- Caretina de Joter (* 2005), braune Holsteiner-Stute, Vater: Caretino, Muttervater: Contender, bis Mai 2015 von Pius Schwizer geritten
- Veronese Teamjoy (* 2009), braune Selle-Français-Stute, Vater: Toulon, Muttervater: Dollar de la Pierre, bis Ende 2015 von Marc Dilasser geritten
- California (* 2007), braune KWPN-Stute, Vater: L'Esprit, Muttervater: Libero H, bis Ende Oktober 2016 von Abdel Said geritten

## Erfolge

### Championate und Weltcup
- Olympische Sommerspiele:[16]
  - 2008, Hongkong: mit Itot du Château 7. Platz mit der Mannschaft und 9. Platz im Einzel
  - 2012, London: mit Itot du Château 10. Platz mit der Mannschaft und 20. Platz im Einzel
  - 2016, Rio de Janeiro: mit Lintea Tequila 13. Platz mit der Mannschaft und 9. Platz im Einzel
- Weltreiterspiele:
  - 2002, Jerez de la Frontera: mit Quelle Damme van de Heffinck 13. Platz mit der Mannschaft und 48. Platz im Einzel
  - 2006, Aachen: mit Pialotta 16. Platz mit der Mannschaft und 4. Platz im Einzel
  - 2010, Lexington KY: mit Itot du Château 7. Platz mit der Mannschaft und 13. Platz im Einzel
  - 2014, Caen: mit Ego van Orti 17. Platz mit der Mannschaft und 15. Platz im Einzel
- Weltcupfinals:
  - 2007, Las Vegas: mit Isovlas Pialotta 27. Platz
  - 2009, Las Vegas: mit Cevo Itot du Château 10. Platz
  - 2010, Genf: mit Cevo Itot du Château 34. Platz
  - 2011, Leipzig: mit Cevo Socrates ausgeschieden
  - 2012, 's-Hertogenbosch: mit Titus 19. Platz
  - 2013, Göteborg: mit Ego van Orti und Erenice Horta 12. Platz
  - 2014, Lyon: mit Old Chap Tame und Ego van Orti 13. Platz
  - 2015, Las Vegas: mit Fair Light van't Heike aufgegeben
  - 2016, Göteborg: mit Caretina de Joter 21. Platz

### Weitere Erfolge
- 2005: 1. Platz mit Pialotta beim Großen Preis des CSI 5*-Turniers in Valkenswaard (NED), 2. Platz mit Pialotta beim Großen Preis des CSI 5* in Brüssel (BEL)
- 2006: 2. Platz mit Pialotta beim Großen Preis des CSI 5* in Estoril (POR)
- 2007: 1. Platz mit Socrates beim CSI2* Riviera Jumping Tour in Saint Tropez
- 2008: 1. Platz mit Socrates beim Großen Preis (Mercedes Challenge) des CSI 5* in Zurich (SUI), 2. Platz mit Itot du Château beim Großen Preis des CSI 5* in Cannes (GCT-Wertungsprüfung), 3. Platz mit Socrates beim Großen Preis des CSI 5* in Valkenswaard (GCT-Wertungsprüfung), 3. Platz mit Itot du Château beim Equita'Masters des CSI 5* in Lyon (FRA), 2. Platz mit Itot du Château beim World Top Ten Final (Prüfung für die zehn bestplatzierten Reiter der Weltrangliste) im Rahmen des CSI 5* in Brüssel (BEL), 1. Platz mit Itot du Château beim Großen Preis des CSI 5* in Brüssel (BEL), 3. Platz mit Itot du Château beim Credit Suisse Grand Prix des CHI Genf (CSI 5*-W), 1. Platz mit Itot du Château beim Großen Preis der Olympia London International Horse Show (CSI 5*-W)
- 2009: 1. Platz im Großen Preis von Göteborg (CSI 5*-W) mit Isovlas Socrates, 3. Platz mit Itot du Château beim Großen Preis des CSI 5* in Valencia (GCT-Wertungsprüfung), 2. Platz mit Itot du Château im Großen Preis von Aachen (CSIO 5*), 3. Platz mit Itot du Château im Masters beim CSI 5* Rio de Janeiro (GCT-Wertungsprüfung), 1. Platz mit Itot du Château im Großen Preis von Valkenswaard (CSI 5*, GCT-Wertungsprüfung)
- 2010: 2. Platz mit Itot du Château in der Weltcupprüfung von Leipzig (CSI 5*-W), 1. Platz mit Socrates in der Weltcupprüfung von Vigo (CSI 5*-W), 3. Platz in der Weltcupprüfung von 's-Hertogenbosch (CSI 5*-W) mit Itot du Château, 2. Platz im Großen Preis von Genf (Rahmenprogramm Weltcupfinale) mit Socrates, 1. Platz im Großen Preis von Cannes (CSI 5* GCT) mit Itot du Château, 3. Platz im Großen Preis von Rio de Janeiro (CSI 5* GCT) mit Itot du Château, 2. Platz im Equita Masters beim CSI 5* Lyon mit Socrates
- 2011: 3. Platz in der Weltcupprüfung von Zürich (CSI 5*-W) mit Itot du Château, 2. Platz im Großen Preis von Vigo (CSI 5*-W) mit Socrates, 2. Platz in der Weltcupprüfung von Göteborg mit Ciske van Overis, 1. Platz im Großen Preis von Cannes (CSI 5* GCT) mit Itot du Château, 1. Platz im Großen Preis von Chantilly (CSI 5* GCT) mit Itot du Château, 2. Platz im Großen Preis von Rio de Janeiro (CSI 5* GCT) mit Itot du Château, 1. Platz beim Equita'Masters beim CSI 5*-W Lyon mit Vleut, 1. Platz in der Gesamtwertung der Global Champions Tour
- 2012: 3. Platz in der Weltcupprüfung von Zürich (CSI 5*-W) mit Itot du Château, 2. Platz im Großen Preis von Göteborg (CSI 5*-W) mit Titus, 2. Platz in der Weltcupprüfung von Bordeaux (CSI 5*-W) mit Itot du Château, 1. Platz im Großen Preis von Doha (CSI 5* GCT) mit Itot du Château, 3. Platz im Großen Preis von Cannes (CSI 5* GCT) mit Itot du Château, 3. Platz im CSI2* Grand Prix Horse Festival von Valkenswaard mit Erenice Horta, 2. Platz im Großen Preis von Rio de Janeiro (CSI 5*) mit Itot du Château, 1. Platz in der Gesamtwertung der Global Champions Tour, 2. Platz im Geschlechterkampf bei den Gucci Masters (CSI 5*) mit Erenice Horta, 2. Platz im Rolex IJRC Top Ten Final mit Itot du Château, 1. Platz im Weltcupspringen von Genf (CSI 5*-W) mit Itot du Château, 2. Platz im Olympia Grand Prix in London (CSI 5*-W) mit Ego van Orti
- 2013: 3. Platz im Großen Preis der Stadt Basel (CSI 5*) mit Itot du Château, 3. Platz im Championat von Leipzig (CSI 5*-W) mit Guccio, 3. Platz im Gucci Gold Cup in Hong Kong (CSI 5*) mit Guccio, 2. Platz im Weltcupspringen von 's-Hertogenbosch (CSI 5*-W) mit Itot du Château, 2. Platz im Global Champions Tour-Grand Prix von Wiesbaden (CSI 5*) mit Itot du Château, 3. Platz im Großen Preis von Monte Carlo (CSI 5*) mit Guccio, 5. Platz in der Gesamtwertung der Global Champions Tour
- 2014: 2. Platz im Masters von Antwerpen (CSI 5* GCT) mit Erenice Horta, 2. Platz im Großen Preis von Shanghai (CSI 5*) mit Old Chap Tame, 2. Platz im Großen Preis von Sanremo (CSI 2*) mit Questina, 2. Platz in der Großen Tour beim Horse Festival Valkenswaard (CSI 2*) mit Questina, 2. Platz im Finale der Youngster-Tour von Bonheiden (CSI 2*) mit Clinton, 5. Platz in der Gesamtwertung der Longines Global Champions Tour, 2. Platz im Großen Preis von Madrid (CSI 5*-W) mit Lintea Tequila, 2. Platz im Großen Preis von Doha (CSI 3*-W) mit Old Chap Tame
- 2015: 1. Platz in einem Weltcupspringen in Doha (CSI 4*-W) mit Old Chap Tame, 1. Platz im Großen Preis in Doha (CSI 5*) mit Lintea Tequila, 2. Platz im Zeitspringen der Global Champions Tour von Miami (CSI 5*) mit Questina, 3. Platz im GCT-Großen Preis von Antwerpen (CSI 5*) mit Lintea Tequila, 3. Platz im Großen Preis von Madrid (CSI 5*) mit Heidi du Ruisseau Z, 2. Platz im Accumulator-Springen in St. Tropez mit Questina, 3. Platz im 1m55-Springen von Monaco (CSI 5*) mit Heidi du Ruisseau Z, 3. Platz im Großen Preis von Paris (CSI 5*) mit Heidi du Ruisseau Z, 2. Platz im Teamspringen von Valkenswaard (CSI 5*) mit Heidi du Ruisseau Z, 1. Platz im Großen Preis von Valkenswaard (CSI 5*) mit Lintea Tequila, 2. Platz im Prix Airbus von Los Angeles (CSI 5*) mit Lintea Tequila, 3. Platz im Gucci Gold Cup von Los Angeles mit Lintea Tequila, 2. Platz im Großen Preis von Oslo (CSI 5*-W) mit Heidi du Ruisseau Z, 2. Platz im Preis der Premio BMW von Verona (CSI 5*-W) mit Questina, 2. Platz beim Qatar International Showjumping Championship von Doha (CSI 4*-W) mit Lintea Tequila, 3. Platz beim Qatar International Showjumping Championship von Doha (CSI 4*-W) mit Clinton
- 2016: 3. Platz im Weltcup von Al Rayyan (Katar, CSI 4*-W) mit Lintea Tequila, 3. Platz im Weltcupspringen von Zürich (CSI 5*-W) mit Caretina de Joter, 3. Platz im Weltcupspringen von Bordeaux (CSI 5*-W) mit Caretina de Joter, 1. Platz im Großen Preis der LGCT von Miami (CSI 5*) mit Lintea Tequila, 1. Platz in der GCL von Mexiko-Stadt für das Team Shanghai Swans mit Ego van Orti, 2. Platz im Großen Preis der LGCT von Cannes (CSI 5*) mit Lintea Tequila, 2. Platz im Großen Preis der LGCT von Cascais (CSI 5*) mit Lintea Tequila, 1. Platz im Youngsters-Finale für 8-jährige Pferde in Valkenswaard (CSIYH 2*) mit Veronese Teamjoy, 2. Platz im Großen Preis von London Olympia (CSI 5*) mit California
- 2017: 3. Platz im Grand Prix von Basel (CSI 5*) mit Lintea Tequila, 1. Platz im Grand Prix beim Saut Hermés Paris (CSI 5*) mit California, 3. Platz im Weltcupspringen von Oslo (CSI 5*-W) mit California, 2. Platz im Weltcupspringen von Doha (CSI 4*-W) mit Inca Boy van't Vianahof, 2. Platz im Weltcupspringen von ar-Rayyan (CSI 4*-W) mit Inca Boy van't Vianahof, 1. Platz im Weltcupspringen von A Coruña (CSI 5*-W) mit California, 3. Platz im Weltcupspringen von London (CSI 5*-W) mit Inca Boy van't Vianahof
- 2018: 1. Platz im Grand Prix Le Saut Hermès mit Lintea Tequila, 1. Platz im Großen Preis von Miami Beach (CSI 5*) mit California, 3. Platz im Großen Preis von Rom-Piazza di Siena (CSIO 5*) mit Inca Boy van't Vianahof, 3. Platz in der Großen Preis von Saint-Tropez (CSI 5*) mit California, 3. Platz im Weltcupspringen von Oslo (CSI 5*-W) mit California, 1. Platz im Großen Preis der Longines Masters Paris (CSI 5*) mit California, 1. Platz im Weltcup von La Coruna (CSI 5*-W) mit Vinchester, 1. Platz im Super Grand Prix von Prag (CSI 5*) mit California

(Stand: 15. Dezember 2018)